# Barbara Greene
Pour les articles homonymes, voir Greene.
Barbara Greene (née le 1er septembre 1945) est une femme politique canadienne de l'Ontario. Elle est députée fédérale progressiste-conservatrice de la circonscription ontarienne de Don Valley-Nord de 1988 à 1993.

## Biographie
Née à Pembroke en Ontario alors que son père est stationné dans cette ville pendant la Seconde Guerre mondiale, Greene gradue du St. Michael's College et de l'université de Toronto en 1966. En 1967, elle gradue d'un Bachelor of Arts du College of Education avec une qualification en anglais et en arts dramatiques. Elle enseigne l'anglais à la Victoria Park Secondary School de North York de septembre 1967 à son élection sur la scène municipale en 1972.

## Politique

### Municipal
Greene entre au conseil municipal de North York en décembre 1972. Réélue en 1974, 1976 et en 1978, elle ne se représente pas en 1980 et entame ensuite une maîtrise en administration publique de la John F. Kennedy School of Government de l'université Harvard. Elle occupe la fonction de pro-mairesse en 1974.
Elle envisage de se présenter contre le maire sortant Mel Lastman en 1980, mais elle considère ne pas avoir de ressources financières suffisante afin de mener une campagne adéquate.
De retour en 1982, elle entre au comité exécutif de la Communauté urbaine de Toronto She argued for cutbacks to the Toronto Transit Commission's budget, arguing that it had become "out of control" by 1984. 
Se présentant à la mairie contre Lastman en 1985, elle est défaite de façon significative. Elle retourne ensuite à l'enseignement avec la North York Board of Education.

### Provincial
Elle tente sans succès de briguer le siège de Downsview à l'Assemblée législative de l'Ontario en 1975.

### Fédéral
Avant les élections de 1984, elle décline la nomination progressiste-conservatrice dans Eglinton—Lawrence.
Élue en 1988 face à Sarkis Assadourian, elle est défaite en 1993 par ce dernier.
Supportrice des gouvernements de Brian Mulroney et de Kim Campbell, elle est considérée comme une Red Tory. 

## Après 1993
Greene retourne à l'enseignement et tente un retour en politique en se présentant sans succès pour les Progressistes-conservateurs lors d'une élection partielle dans Oriole en 1997.

## Vie privée
Lors de la grossesse de Greene en 1978, l'évènement attire l'attention des médias en raison du fait que Greene n'est pas mariée et ne donne pas le nom du père. Elle est donc la première femme politique canadienne non mariée à donner naissance avec une fonction élective.